# 阿寨站
阿寨站（站牌彝文写作ꀊꋚ/a zza）是一个成昆线上的铁路车站，位于四川省凉山彝族自治州甘洛县玉田镇阿寨村，建于1970年，目前为四等站，邮政编码为616853。目前客运：办理旅客乘降；不办理行李、包裹托运；货运：办理整车货物发到。车站下行至白果站间因区间较长设有复线插入段:3。

## 事件
1999年9月7日8时59分，2502次货物列车运行至本站上行的猴子岩隧道时，被不法分子掀盗敞车上方的棉花包。棉花包被掀盗后在隧道壁上反弹，滚入轨道列车车轮上，导致列车24节至44节脱轨颠覆，造成成昆线中断运行69小时。